# Rommelsried
Rommelsried ist ein Pfarrdorf  im schwäbischen Landkreis Augsburg. Seit der Gemeindegebietsreform, die am 1. Mai 1978 wirksam wurde, ist Rommelsried ein Ortsteil der Gemeinde Kutzenhausen.

## Lage
Rommelsried liegt in einer Talsenke, die von einem der namenlosen Zuläufe zur Roth gebildet wird. Im Süden wird die Talsenke von den Höhenzügen „Hölle“ und „Mittelbühel“ zum Schmuttertal hin begrenzt.
In der Ortsmitte kreuzen sich nahezu rechtwinklig die Kreisstraße A 1 (Augsburg-Dinkelscherben) und A 3 (Gessertshausen-Adelsried). Die nächstgelegenen Bahnstationen befinden sich in Gessertshausen beziehungsweise Kutzenhausen. Der Augsburger Verkehrsverbund hält an Werktagen den nicht vertakteten Busfahrplan der Linie 507 nach Augsburg aufrecht. Abgesehen von der hohen Frequentierung zu den Stoßzeiten der Schüler ist die Nachfrage durch die Linienbrechung in Biburg gering.

## Geschichte
Der Ort wurde vermutlich noch im 11. oder 12. Jahrhundert als Rodungsort in dem kaiserlichen Waldgebiet des „Rauhen Forstes“ gegründet. Über die ursprünglichen Herrschafts- und Besitzverhältnisse ist heute nichts mehr bekannt, da die schriftlichen Quellen zur Ortsgeschichte erst seit Ende des 13. Jahrhunderts erhalten geblieben sind. Die Überlieferung, dass der bischöfliche Förster „Rumoltes“ als Namensgeber für den Ort diente, darf bezweifelt werden, da die Augsburger Hochkirche erst im 15. Jahrhundert in den Besitz der Waldgebiete um das Dorf gelangte.
Ende des 13. Jahrhunderts war der Ort bereits kein geschlossener Herrschaftsbereich mehr. Die einzelnen Höfe waren im Besitz verschiedener Adelshäuser der Region. Zu Anfang des 14. Jahrhunderts waren die Klöster St. Katharina, St. Georg und Oberschönenfeld die Grundherren über je ein bis zwei Höfe im Ort. Die Pfarrkirche und der Pfarrhof gehörten weiterhin zur Burgherrschaft Seyfriedsberg bei Ziemetshausen. Das Hochgericht wurde durch die Markgrafschaft Burgau ausgeübt, die dazu im Ort einen Landvogtsknecht stationiert hielt. Rommelsried kam mit der Markgrafschaft Burgau im Frieden von Pressburg an das Königreich Bayern und wurde dem Landgericht Zusmarshausen eingegliedert.
1862 bis 1929 gehörte Rommelsried zum Bezirksamt Zusmarshausen und ab 1929 zum Bezirksamt Augsburg, das ab 1939 dann als Landkreis Augsburg bezeichnet wurde.
Ein bedeutender Betrieb in Rommelsried war die Brauerei Zott, die im Jahr 1870 gegründet wurde und zu ihrer besten Zeit einen Ausstoß von rund 5000 Hektolitern Bier pro Jahr hatte. Bis zur Einstellung des Betriebs im Jahr 1985 befand sich die Brauerei in Familienbesitz und wurde in vierter Generation geführt. Die 1966 neu errichteten Gebäude der Brauerei wurden im Frühjahr 2025 abgebrochen.

## Kultur und Sehenswürdigkeiten

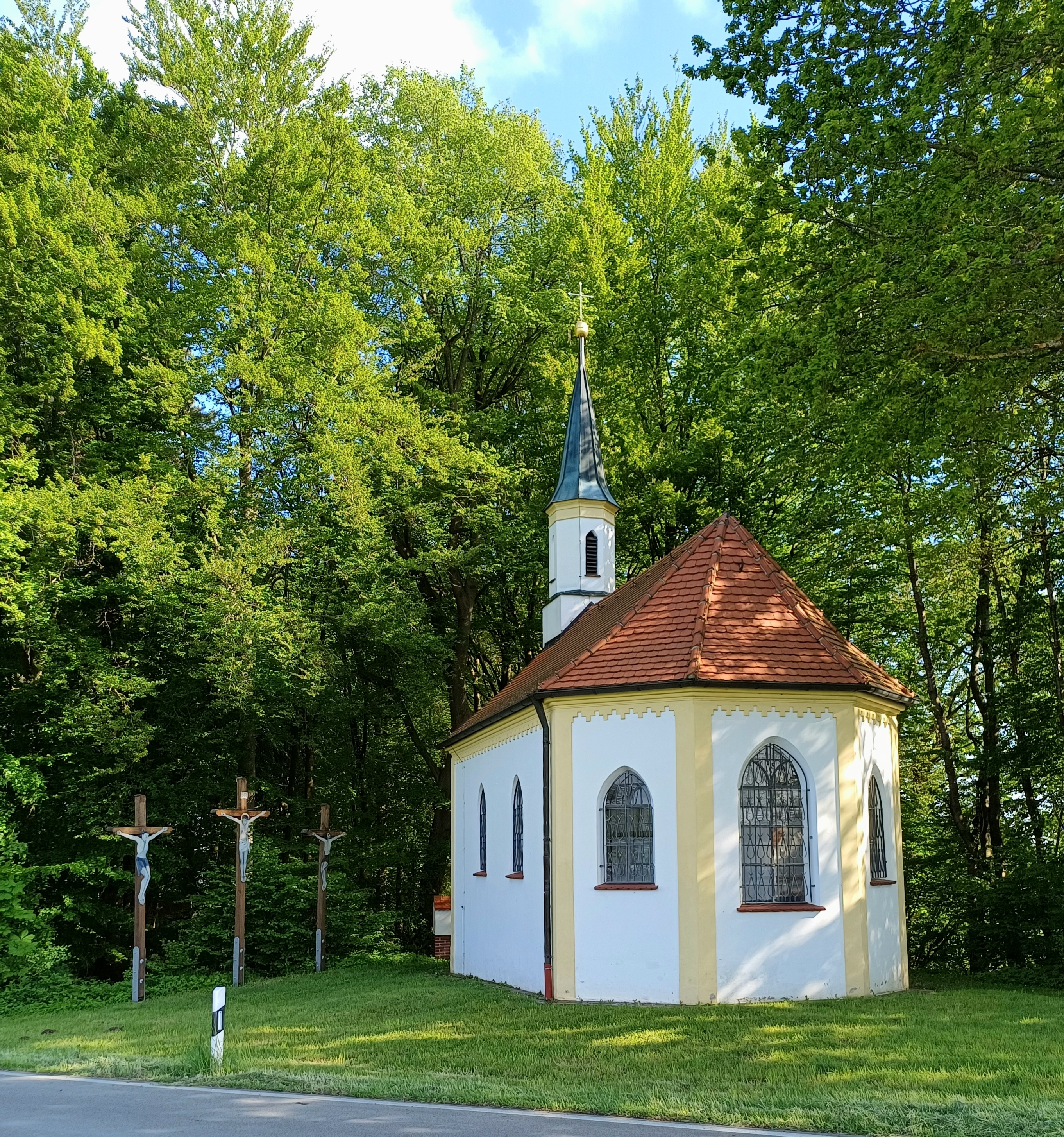
Heilig-Grab-Kapelle

Die katholische Pfarrei Sankt Ursula und Gefährten in Rommelsried gehört zur Pfarreiengemeinschaft Kutzenhausen im Dekanat Augsburg-Land im Bistum Augsburg.
Die Pfarrkirche befindet sich etwas abseits der Dorfstraße und bildet dort zusammen mit dem Pfarrhof und zwei weiteren Bauernhäusern aus dem 19. Jahrhundert ein denkmalgeschütztes Ensemble. Der im Kern romanische Kirchenbau wurde nach den Zerstörungen des Dreißigjährigen Krieges barock neu aufgebaut und 1868 durch eine Stiftung des Pfründnerehepaares Hörmann vergrößert.
Am südlichen Ortsausgang befindet sich die Heilig-Grab-Kapelle mit einem Kreuzweg, die ebenfalls von der Familie Hörmann gestiftet wurde. Die Heilig-Grab-Kapelle enthält einen Altar der mit Hunderten von böhmischen Glasperlen geschmückt ist. Dieser Altar wurde von der Firma Emil Sbitek aus Olmütz in Mähren im Jahr 1871 gefertigt und aufgestellt.

## Vereine
- Freiwillige Feuerwehr Rommelsried
- Reservisten- und Soldatenverein Rommelsried
- Sängerfreunde Rommelsried
- Wilder Haufen e. V.

## Söhne und Töchter des Ortes
- Xaver Hohenleiter (1788–1819), Räuber, genannt Der Schwarze Veri, wurde in Rommelsried geboren.